# Турция на зимних Олимпийских играх 1948
Турция принимала участие в зимних Олимпийских играх 1948 года в Санкт-Морице (Швейцария) во второй раз за свою историю, но не завоевала ни одной медали. Страну представляло 4 спортсмена, выступивших в соревнованиях по горнолыжному спорту.

## Состав сборной
Страну представляли четыре спортсмена (все — мужчины), выступивших в соревнованиях по горнолыжному спорту. Самым младшим участником сборной был 15-летний Музаффер Демирхан, самым старшим — 27-летний Рашит Толун.

## Результаты

### Горнолыжный спорт
| Спортсмен         | Соревнование     | 1 спуск        | 1 спуск | 2 спуск | 2 спуск | Итог              | Итог  |
| Спортсмен         | Соревнование     | Время          | Место   | Время   | Место   | Время             | Место |
| ----------------- | ---------------- | -------------- | ------- | ------- | ------- | ----------------- | ----- |
| Музаффер Демирхан | скоростной спуск |                |         |         |         | дисквалифицирован | —     |
| Осман Юдже        | скоростной спуск |                |         |         |         | 4:49,2            | 97    |
| Дурсун Бозкурт    | скоростной спуск |                |         |         |         | 4:37,3            | 94    |
| Рашит Толун       | скоростной спуск |                |         |         |         | 4:12,1            | 87    |
| Музаффер Демирхан | слалом           | 2:25,5         | 64      | 2:00,2  | 64      | 4:25,7            | 64    |
| Осман Юдже        | слалом           | 2:21,2 (+0:05) | 63      | 1:47,4  | 62      | 4:08,6            | 60    |
| Дурсун Бозкурт    | слалом           | 2:18,2 (+0:10) | 61      | 1:53,0  | 63      | 4:11,2            | 62    |
| Рашит Толун       | слалом           | 2:04,8         | 58      | 1:37,2  | 57      | 3:42,0            | 58    |

Горнолыжная комбинация
Это соревнование включало в себя скоростной спуск и слалом. в зачёт шло время скоростного спуска, пройденного для главного медального зачёта по скоростному спуску на лыжах (результаты см. в таблице выше). Слаломная часть для комбинации проводилась отдельно от главного медального зачёта по слалому на лыжах (включена в таблицу ниже).
| Спортсмен      | Слалом  | Слалом  | Слалом | Итог (скоростной спуск + слалом) | Итог (скоростной спуск + слалом) |
| Спортсмен      | 1 спуск | 2 спуск | Место  | Очки                             | Место                            |
| -------------- | ------- | ------- | ------ | -------------------------------- | -------------------------------- |
| Осман Юдже     | —       | —       | —      | не финишировал                   | —                                |
| Дурсун Бозкурт | —       | —       | —      | не финишировал                   | —                                |